# NGC 4965
NGC 4965 (również PGC 45437 lub UGCA 326) – galaktyka spiralna z poprzeczką (SBcd), znajdująca się w gwiazdozbiorze Hydry. Odkrył ją John Herschel 5 maja 1834 roku.
W galaktyce tej zaobserwowano supernową SN 2000P.